# Sparks (пісня Гіларі Дафф)
«Sparks» — третій сингл п'ятого студійного альбому американської поп-співачки Гіларі Дафф — «Breathe In. Breathe Out.». В США сингл вийшов 7 квітня 2015. Пісня написана Крістіаном "Блодшай" Карлсоном, Пітером Томасом, Туве Лу та Семом Шрівом; спродюсована Пітером Томасом, Блодшай, Свідден та Емілі Райт. Пісня зайняла 93 місце американського чарту Billboard Hot 100 та 6 місце чарту Dance Club Songs. У Канаді сингл досяг 63 місця чарту Canadian Hot 100.
Музичне відео до пісні було опубліковане на каналі YouTube HilaryDuffVEVO 14 травня 2015.

## Список пісень
- Цифрове завантаження

1. "Sparks" – 3:05

- Радіо-мікс Cutmore

1. "Sparks" (Cutmore Radio Mix) – 3:12

- Ремікс The Golden Pony

1. "Sparks" (The Golden Pony Remix) – 3:41

Інші версії
- Cutmore Club Mix
- Cutmore Dub
- Cutmore Radio Edit
- The Golden Pony Remix[1]
- The Whistle Mash-Up[2]

## Чарти
| Чарт (2015)                  | Місце |
| ---------------------------- | ----- |
| Australian Singles Chart     | 104   |
| Canadian Hot 100             | 63    |
| US Billboard Hot 100         | 93    |
| US Billboard Dance Club Song | 6     |

## Продажі
| Країна             | Сертифікат | Сертифікація (таблиця продажів та сертифікатів) |
| ------------------ | ---------- | ----------------------------------------------- |
| Мексика (AMPROFON) | Золото     | +30,000                                         |

## Історія релізів
| Країна    | Дата           | Формат               | Лейбл | Виноски |
| --------- | -------------- | -------------------- | ----- | ------- |
| Франція   | 7 квітня 2015  | Цифрове завантаження | Sony  | [ 4 ]   |
| Німечнина | 7 квітня 2015  | Цифрове завантаження | Sony  | [ 5 ]   |
| Італія    | 7 квітня 2015  | Цифрове завантаження | Sony  | [ 6 ]   |
| Іспанія   | 7 квітня 2015  | Цифрове завантаження | Sony  | [ 7 ]   |
| США       | 7 квітня 2015  | Цифрове завантаження | RCA   | [ 8 ]   |
| Японія    | 8 квітня 2015  | Цифрове завантаження | Sony  | [ 9 ]   |
| США       | 27 квітня 2015 | Hot/Modern/AC radio  | RCA   | [ 10 ]  |